# Ectasiocnemis platycnema
Ectasiocnemis platycnema là một loài bọ cánh cứng trong họ Scraptiidae. Loài này được Champion mô tả khoa học năm 1920.